# Martonfa
Martonfa (horvátul: Martofa (nagykozári), Mortona (erdősmároki)) község Baranya vármegyében, a Pécsváradi járásban.

## Fekvése
Baranya vármegyében, Pécsváradtól délnyugatra, a 6-os főút közelében fekszik. Lakott területe vonatkozásában zsáktelepülésnek tekinthető, mivel közúton csak az 56 119-es számú mellékúton érhető el, a 6-os főút, illetve a 6544-es út felől.

## Története
A falu és környéke már a bronzkorban lakott volt. Később kelták éltek e vidéken.
Martonfa nevét először 1015-ben említették a pécsváradi apátság alapítólevelében, Mortun néven.
A pécsváradi apátság alapítólevele szerint I. István király 1015-ben adta az apátságnak.
1158-ban II. Géza király visszaítéli az apátságnak Martonfalva tizedeit a pécsi püspökkel szemben.
1292-1297 körül az apátság idevaló jobbágyait említik.
A települést az Árpád-kortól folyamatosan magyarok lakták. A falu a török korban sem néptelenedett el.
Csak a 18. században telepedett itt le a környékre érkezett német telepesek közül néhány német család.

## Közélete

### Polgármesterei
- 1990–1994: Mészáros Sándor (független)[4]
- 1994–1998: Mészáros Sándor (független)[5]
- 1998–1999: Mészáros Sándor (független)[6]
- 1999–2002: Marcsó Zoltán (független)[7]
- 2002–2004: Marcsó Zoltán (független)[8]
- 2004–2006: Borhy Sándor (független)[9]
- 2006–2010: Vörös Attila (független)[10]
- 2010–2013: Vörös Attila (független)[11]
- 2013–2014: Bosnyák András (független)[12]
- 2014–2019: Bosnyák Attila András (független)[13]
- 2019–2024: Bosnyák András (független)[14]
- 2024– : Bosnyák András (független)[1]

A településen 1999. szeptember 5-én időközi polgármester-választást tartottak, aminek oka még tisztázást igényel, de az előző polgármester nem indult el rajta (a lakosok egyetlen jelöltre szavazhattak).
2004. szeptember 12-én újabb időközi polgármester-választásra került sor,  ez alkalommal az előző polgármester lemondása miatt.
2013. május 12-én azért kellett Martonfán ismét időközi polgármester-választást tartani, mert Vörös Attila korábbi polgármester az év első hónapjaiban lemondott, tekintettel arra, hogy olyan köztisztviselői állásba került, ami összeférhetetlen volt a polgármesteri tisztséggel.

## Népesség
A település népességének változása:
| Lakosok száma | 209  | 213  | 202  | 206  | 213  | 213  | 212  | 209  |
|               | 2013 | 2014 | 2015 | 2019 | 2021 | 2022 | 2023 | 2024 |

A 2011-es népszámlálás során a lakosok 98%-a magyarnak, 0,5% cigánynak, 2% németnek mondta magát (2% nem nyilatkozott; a kettős identitások miatt a végösszeg nagyobb lehet 100%-nál). A vallási megoszlás a következő volt: római katolikus 48,5%, református 4%, felekezeten kívüli 11,9% (34,2% nem nyilatkozott).
2022-ben a lakosság 89,7%-a vallotta magát magyarnak, 2,3% németnek, 0,9% horvátnak, 4,2% egyéb, nem hazai nemzetiségűnek (10,3% nem nyilatkozott; a kettős identitások miatt a végösszeg nagyobb lehet 100%-nál). Vallásuk szerint 27,7% volt római katolikus, 1,4% református, 0,9% egyéb keresztény, 0,5% egyéb katolikus, 16% felekezeten kívüli (51,6% nem válaszolt).

## A település jelene
2015. július 31-én a kormány bejelentette, hogy a Magyarországra érkező menekültek nagy száma miatt két új menekülttábort kívánnak létesíteni, ezek egyike Martonfa külterületén kapna helyet. A bejelentés szerint a menekülttábor legfeljebb ezer fős befogadó-képességű, ideiglenes létesítmény lesz, és 2015 őszén már meg is nyílhat.
A helyi és a környékbeli lakosok nem értettek egyet a döntéssel és tiltakozó demonstrációkat szerveztek. Ezek oka, hogy a kijelölt területen semmiféle közművesítés nincs, illetve az akkori bejelentés szerint a falu teljes lakosságának többszörösét telepítenék a volt lőtérre, mely mindössze néhány száz méterre van a település első épületeitől.

## Nevezetességei
- Római katolikus temploma - 1874-ben épült, Szent István tiszteletére szentelték fel.